# Sarlacc
Sarlacc es una criatura ficticia de la saga de ciencia ficción Star Wars, de George Lucas. Su primera aparición se produce en Star Wars: Episodio VI - El retorno del Jedi.

"En su vientre se encuentra una nueva definición de dolor y sufrimiento a medida que te digieren lentamente a través de mil años."
C-3PO / Jabba el Hutt

## Descripción
El Sarlacc es una especie de animal sedentario que vive en varios planetas. El Sarlacc más famoso es el Karcoon que reside en el valle de las dunas en el planeta Tatooine. Si este ser te come, según Jabba el Hutt, encuentras una nueva definición de dolor y sufrimiento. Cuando un Sarlacc está listo para reproducirse lanza esporas a la atmósfera y estas se esparcen llegando a otros lugares.

## Anatomía
A simple vista se ve su boca que es lo único que sale a la vista de sí, debajo se encuentran varios "sacos" o áreas estómago donde reserva a sus presas, bajandolas después a un estómago donde no reposan los restos, pues los absorbe totalmente según vaya necesitando nutrientes en aproximadamente un milenio, por lo que los mantiene vivos con toxinas especiales.
La boca se ubica en modo de abertura constante con dientes curvados hacia adentro útiles para evitar que sus presas escapen de sus fauces cuando caigan en estas y usualmente una mandíbula en el medio. En la garganta se guardan los tentáculos con los que agarra a su presa , mientras que en sus cavidades estómago otros de estos  le retienen mientras necesite digerirlos en sus jugos gástricos. sus pies se reducen a la función equivalente de soporte subterráneo al igual que 4 apéndices externos y cola.

## Ciclo vital
Al parecer los sarlacc liberan a su atmósfera esporas que crecen como animales plenamente terrestres sin embargo llegado el momento se entierran dejando al descubierto solo su boca.

## Alimentación
A muchos le pone los pelos de punta saber que se pueden encontrar con un Sarlacc, pues no desaprovecha cualquier oportunidad de atacar,  atrapando personas de cualquier especie de las presentes en Star wars (jawas, Bandidos Tusken, tropas... y animales de cualquier tipo ). 
En Star Wars: Episodio VI - El retorno del Jedi el malvado Jabba manda alimentar a este monstruo con Luke Skywalker, Han Solo y Chewbacca. Gracias a una maniobra de Luke los rebeldes logran salvarse. Muchos otros no han corrido con la misma suerte que Skywalker. Muchos Jawas y Stormtroopers han caído en las fauces de esta aterradora criatura. Si un Sarlacc sujeta a su presa está garantizado que no podrá escapar debido a que lo sujeta con sus tentáculos y los mete lentamente a su boca. Ya dentro, una hilera de dientes afilados y las contracciones musculares de esta criatura hacen imposible el escape de su presa. Después viene el vertido de ácidos estomacales y la digestión, que dura un milenio. Un "comido" famoso fue el cazarrecompensas Boba Fett. Muchos creyeron que murió, pero no fue así, gracias a su armadura se logró salvar y salir vivo del Sarlacc.

"El terrible Sarlacc, me encontró como algo sencillamente indigerible."
Boba Fett

- Datos: Q1150640